# Robert F. McGowan

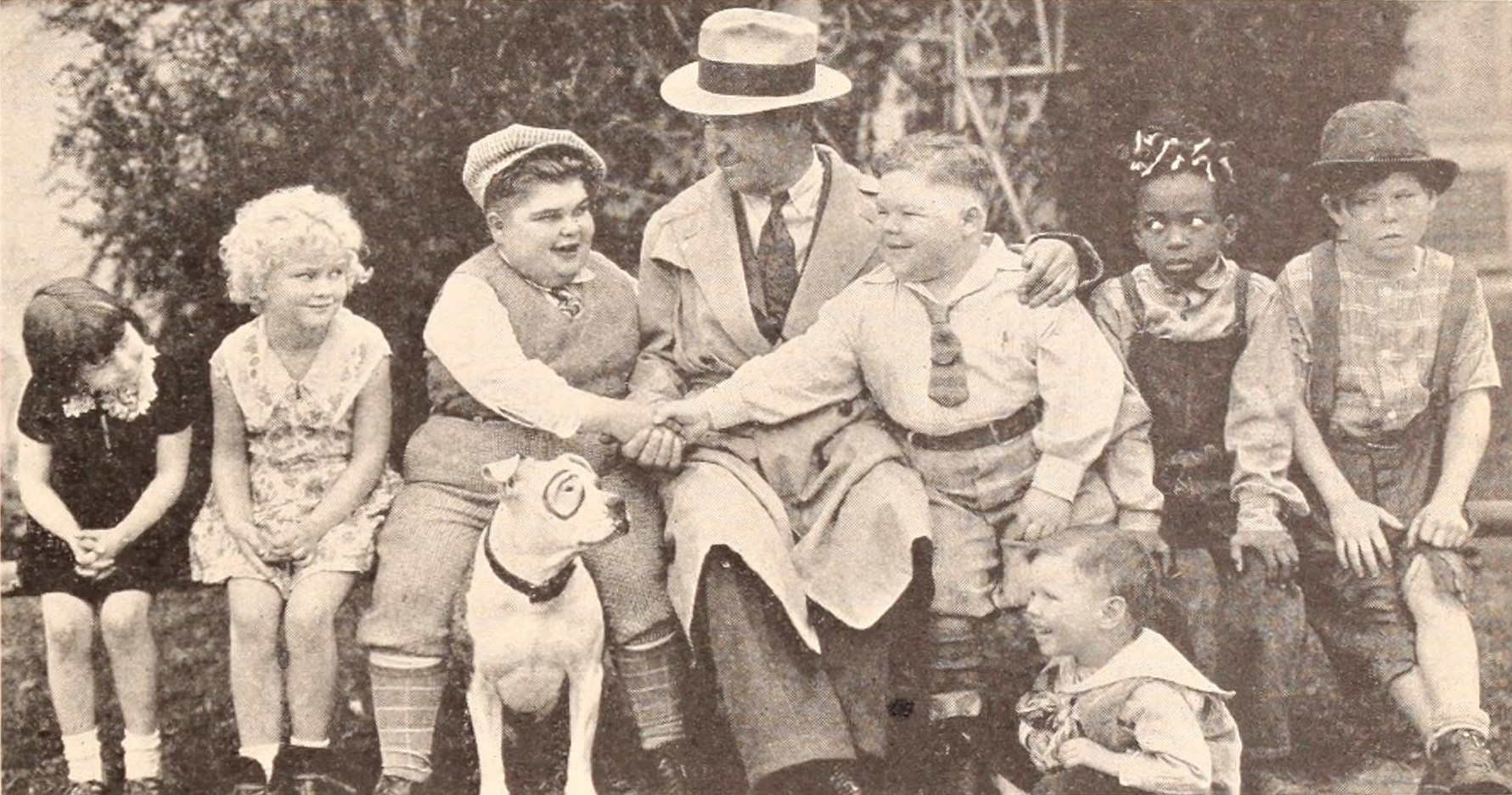
Robert McGowan (al centro) con le Simpatiche canaglie

Robert Francis McGowan (Denver, 11 luglio 1882 – Santa Monica, 27 gennaio 1955) è stato un regista e produttore cinematografico statunitense, noto per aver diretto gran parte degli episodi della serie Simpatiche canaglie dal 1922 al 1933.

## Biografia
Robert F. McGowan nacque a Denver, nel Colorado, nel 1882. Prima di trasferirsi a Los Angeles nei primi anni '10 lavorava come vigile del fuoco, ma a causa di un incidente sul lavoro che lo rese zoppo a vita dovette rinunciare alla sua professione.
Trasferitosi in California, fece la conoscenza di Hal Roach, allora aspirante produttore cinematografico che aprì i suoi studi nel 1914. Nel 1920 McGowan cominciò a lavorare presso gli studi Roach e nel 1922 gli fu affidata la regia della serie Simpatiche canaglie, che narrava le divertenti marachelle di un gruppo di bambini protagonisti degli episodi. La serie ebbe immediatamente un ottimo riscontro 
nei botteghini, e alcuni degli attori bambini che vi lavoravano divennero vere e proprie icone hollywoodiane al pari delle star adulte.
In qualità di regista, McGowan puntava soprattutto sulla spontaneità e sulla naturalezza nella recitazione dei bambini, il che divenne un punto cardine del successo delle Simpatiche canaglie. Durante le riprese, McGowan aveva l’abitudine di spiegare sul momento ai bambini che cosa recitare, dato che alcuni erano talmente piccoli da non saper ancora leggere, e per mezzo di un megafono li guidava incitandoli a improvvisare scena per scena. Tuttavia lo stress che gli procurava lavorare con dei bambini lo obbligò a prendersi dei periodi di riposo obbligati dal medico, lasciando la regia al nipote Robert A. McGowan, suo assistente fisso sui set.
McGowan abbandonò definitivamente la serie nel 1933, nonostante qualche occasionale ritorno dietro la macchina da presa per tutti gli anni Trenta.
Dopo aver abbandonato gli studi Roach si trasferì per breve tempo alla Paramount Pictures per dirigere alcuni lungometraggi, fino al definitivo ritiro dal mondo del cinema nel 1946.
Ritiratosi per il resto dei suoi anni a vita privata, morì nel 1955, per un cancro, a 72 anni.

## Filmografia

### Regista
- One Too Many (1934)
- Frontier Justice
- Too Many Parents (1936)